# San Marcos (Huari)
San Marcos, fundada como San Marcos de Gollanapincos, es una ciudad peruana, capital del distrito homónimo ubicada en la provincia de Huari, localizada al sur de la denominada zona de Conchucos en el departamento de Áncash, a unos 80 km de Huaraz, capital de la región y a 400 km de Lima. Cuenta con una población aproximada de 3000 habitantes, ubicada a una altitud media de 2980 m s. n. m. Presenta un clima templado y lluvioso con temperaturas promedio de 21 °C en verano y 15 °C en invierno.  Se ubica a pocos kilómetros de la mina Antamina, uno de los yacimientos cupríferos más grandes del mundo.

## Geografía

### Clima
La ciudad presenta un clima templado por ubicarse dentro de un valle profundo con cerros contiguos muy próximos. Los territorios entre los 2700 y 3000 m s. n. m. presentan durante el verano andino, comprendido entre mayo y septiembre, temperaturas que oscilan entre 17 °C y 25 °C como máximo, mientras que la sensación térmica puede alcanzar los 29 °C. Durante la noche la temperatura desciende y se mantiene entre 10 °C y 2 °C. Se presentan heladas y escarchas en noches despejadas. Durante el invierno, que comprende de noviembre a marzo, la temperatura máxima diaria alcanza los 18 °C y desciende hasta los 5 °C
Cabe resaltar que los indicadores de precipitación durante el invierno son elevados, debido a las corrientes de vientos húmedos y tibios procedentes de la cuenca amazónica que se encuentran con las corrientes de viento frío de la Cordillera Blanca, formando así un frente cálido en las punas de Antamina que, posteriormente, avanza de este a oeste generando tormentas eléctricas y lluvias de mucha intensidad.
| Parámetros climáticos promedio de San Marcos (territorios entre 2700 - 3000 m s. n. m.). | Parámetros climáticos promedio de San Marcos (territorios entre 2700 - 3000 m s. n. m.). | Parámetros climáticos promedio de San Marcos (territorios entre 2700 - 3000 m s. n. m.). | Parámetros climáticos promedio de San Marcos (territorios entre 2700 - 3000 m s. n. m.). | Parámetros climáticos promedio de San Marcos (territorios entre 2700 - 3000 m s. n. m.). | Parámetros climáticos promedio de San Marcos (territorios entre 2700 - 3000 m s. n. m.). | Parámetros climáticos promedio de San Marcos (territorios entre 2700 - 3000 m s. n. m.). | Parámetros climáticos promedio de San Marcos (territorios entre 2700 - 3000 m s. n. m.). | Parámetros climáticos promedio de San Marcos (territorios entre 2700 - 3000 m s. n. m.). | Parámetros climáticos promedio de San Marcos (territorios entre 2700 - 3000 m s. n. m.). | Parámetros climáticos promedio de San Marcos (territorios entre 2700 - 3000 m s. n. m.). | Parámetros climáticos promedio de San Marcos (territorios entre 2700 - 3000 m s. n. m.). | Parámetros climáticos promedio de San Marcos (territorios entre 2700 - 3000 m s. n. m.). | Parámetros climáticos promedio de San Marcos (territorios entre 2700 - 3000 m s. n. m.). |
| Mes                                                                                      | Ene.                                                                                     | Feb.                                                                                     | Mar.                                                                                     | Abr.                                                                                     | May.                                                                                     | Jun.                                                                                     | Jul.                                                                                     | Ago.                                                                                     | Sep.                                                                                     | Oct.                                                                                     | Nov.                                                                                     | Dic.                                                                                     | Anual                                                                                    |
| ---------------------------------------------------------------------------------------- | ---------------------------------------------------------------------------------------- | ---------------------------------------------------------------------------------------- | ---------------------------------------------------------------------------------------- | ---------------------------------------------------------------------------------------- | ---------------------------------------------------------------------------------------- | ---------------------------------------------------------------------------------------- | ---------------------------------------------------------------------------------------- | ---------------------------------------------------------------------------------------- | ---------------------------------------------------------------------------------------- | ---------------------------------------------------------------------------------------- | ---------------------------------------------------------------------------------------- | ---------------------------------------------------------------------------------------- | ---------------------------------------------------------------------------------------- |
| Temp. máx. media (°C)                                                                    | 16                                                                                       | 16                                                                                       | 16                                                                                       | 18                                                                                       | 20                                                                                       | 25                                                                                       | 25                                                                                       | 25                                                                                       | 22                                                                                       | 19                                                                                       | 18                                                                                       | 16                                                                                       | 19.7                                                                                     |
| Temp. mín. media (°C)                                                                    | 9                                                                                        | 9                                                                                        | 9                                                                                        | 10                                                                                       | 10                                                                                       | 3                                                                                        | 3                                                                                        | 4                                                                                        | 7                                                                                        | 7                                                                                        | 10                                                                                       | 9                                                                                        | 7.5                                                                                      |
| Días de lluvias (≥ 1 mm)                                                                 | 19                                                                                       | 19                                                                                       | 17                                                                                       | 15                                                                                       | 11                                                                                       | 8                                                                                        | 3                                                                                        | 2                                                                                        | 6                                                                                        | 11                                                                                       | 14                                                                                       | 17                                                                                       | 142                                                                                      |
| Fuente: Accuweather                                                                      |                                                                                          |                                                                                          |                                                                                          |                                                                                          |                                                                                          |                                                                                          |                                                                                          |                                                                                          |                                                                                          |                                                                                          |                                                                                          |                                                                                          |                                                                                          |

## Historia
Sobre la creación o fundación de San Marcos no existen fuentes escritas. Tomando como fuente las tradiciones orales recopiladas por diversos escritores, se dice que fue fundado en la época de la conquista por el español Martín de Mendoza, un Almagrista quien huyendo de la derrota sufrida en la batalla de Salinas (1538), llegó y se avecindó en el pueblo de “Pincos” (Huaripampa) entre los años 1540 y 1543.
Buscando un clima más benigno para paliar su quebrantada salud, se trasladó a una pequeña meseta ubicada entre los ríos Carash y Mosna, de clima más benigno que Pincos, fundando en este lugar el pueblo de San Marcos de Gollanapincos en recuerdo del santo patrón de su terruño en España. Posteriormente entre los años 1543 a 1545. Según los cronistas, llegaron al pueblo los frailes dominicos y posteriormente los agustinos por los años 1551 quienes construyeron una capilla y trazaron el pueblo con la conformación urbana en damero.
En diciembre de 1594 fue visitado por Santo Toribio de Mogrovejo. Su cura en ese entonces fue el padre dominico Gaspar De Farías, sus anexos eran: Huachis, Huaripatay y San Jerónimo De Huachi. San Marcos tenía 361 habitantes; y en 1616 estuvo adoctrinado por los religiosos de La Merced.
Perteneció al corregimiento de Conchucos, adscrito al cabildo de Huánuco desde 1542. El corregidor del partido de Conchucos.
A partir de 1782 perteneció a la intendencia de Tarma. En 1738 su cacique fue don Nicolás de Carvajal en 1762 Don Juan Augusto Llacupoma. Fue elevado a la categoría de distrito en la época de la independencia. Según el censo del 20 de marzo de 1862 en el gobierno de Ramón Castilla, el distrito de San Marcos con sus nueve anexos o caseríos tenía 2614 habitantes.

## Personas destacadas
- Flor Pablo Medina. Profesora y educadora peruana. En 2019, fue designada Ministra de Educación del Perú en la administración presidencial de Martín Vizcarra.

- Teófilo Maguiña Cueva. Maestro de carrera, escritor y poeta; publicó el poemario Rima rima, la novela  Chavín - La epopeya jamás contada, entre otras; fue laureado con el premio "Andrés Bello", que le permitió viajar invitado como invitado a Europa. Publicó cuentos y poesía para niños.

## Nota
1. ↑  En la ley de Creación de la provincia de Asunción (1982) figura como pueblo, pues contaba con aproximadamente 1000 habitantes. Actualmente, de acuerdo al Plan Nacional de Desarrollo Urbano (p.68) del Ministerio de Vivienda, las aglomeraciones entre 2000 y 5000 habitantes son denominadas Ciudades Menores.